# Karl Litschi
Karl Litschi (* 27. April 1912 in Felben; † 18. März 1999 in Andelfingen) war ein Schweizer Radsportler.
Litschi begann seine Karriere 1936 und wurde im selben Jahr noch Zweiter bei der nationalen Meisterschaft im Strassenrennen. Während seiner Karriere wurde er mehrfacher Schweizer Meister in unterschiedlichen Disziplinen und gewann mehrere Eintagesrennen. 1937 siegte er als erster Schweizer bei der Tour de Suisse mit einem Vorsprung von 11:19 Minuten auf seinen Landsmann Leo Amberg.

## Erfolge
1937
- nationaler Meister im Querfeldein-Rennen
- eine Etappe und Gesamtwertung Tour de Suisse

1938
- Berner Rundfahrt

1939
- GP de Cannes
- Meisterschaft von Zürich
- nationaler Meister im Strassenrennen
- eine Etappe Tour de Suisse

1940
- nationaler Meister im Bergrennen

1941
- Grand Prix du Le Locle
- nationaler Meister im Strassenrennen
- nationaler Meister im Bergrennen

1946
- Pruntrut–Zürich